# Ngày Mol
Ngày Mol là một ngày lễ không chính thức được tổ chức giữa các nhà hóa học, sinh viên hóa học và những người đam mê hóa học vào ngày 23 tháng 10, từ 6:02   sáng và 6:02   pm, tạo ngày 6:02 23/10 theo kiểu viết ngày tháng của Mỹ. Ngày và giờ được tính từ số Avogadro, xấp xỉ 602×1023, xác định số hạt (nguyên tử hoặc phân tử) trong một mol (mol) chất, một trong bảy đơn vị SI cơ bản.

## Tổng quan
Ngày Mol bắt nguồn từ một bài báo trên tạp chí The Science Teacher vào đầu những năm 1980. Lấy cảm hứng từ bài báo này, Maurice Oehler, hiện là giáo viên hóa học trung học đã nghỉ hưu từ Prairie du Chien, Wisconsin, thành lập Tổ chức Ngày Mol Quốc gia (NMDF) vào ngày 15 tháng 5 năm 1991.
Nhiều trường trung học trên khắp Hoa Kỳ, Nam Phi, Úc và Canada kỷ niệm Ngày Mol như một cách để thu hút học sinh của họ quan tâm đến hóa học, với các hoạt động khác nhau thường liên quan đến hóa học hoặc mol.
Hiệp hội Hóa học Hoa Kỳ tài trợ cho Tuần lễ Hóa học Quốc gia,  diễn ra từ Chủ Nhật đến Thứ Bảy, trong đó ngày 23 tháng 10 rơi vào. Điều này làm cho Ngày Mol trở thành một phần không thể thiếu của Tuần lễ Hóa học Quốc gia.